# Magnum (is)
 For alternative betydninger, se Magnum. (Se også artikler, som begynder med Magnum)
Magnum er en is, som består af vaniljeflødeis overtrukket med chokolade. Isen produceres af det multinationale konglomerat Unilever og sælges i Danmark gennem Unilevers division Frisko. Isen blev oprindeligt udviklet i Unilevers danske Frisko-afdeling af ingeniør Mogens Vigh-Larsen og blev sat på markedet i 1987, og er siden blevet en stor succes, der i dag sælges i over 100 lande.

## Historie
Isfabrikken Frisko, der lå ved Vestre Ringgade i Aarhus, lavede i 1987 en ny luksus-is. Den bestod af en deciliter iscreme med høj fedtprocent og ægte vaniljekorn, dækket af 35 gram ren belgisk chokolade, hvilket var markant mere end andre is på dette tidspunkt. Grundet den store mængde chokolade fik isen navnet Magnum.
De første Magnum-is producerede Frisko i 1988 på et simpelt anlæg, der kunne lave 8000 ispinde i timen, men til trods for, at der var produceret nok til at fylde lagrene op, så blev de udsolgt på 6 uger. 1990 blev fabrikken moderniseret, og kunne fremstille over 40000 is i timen. I 1992 blev der produceret 224 mio. Magnum-is, hvoraf de 209 mio. blev eksporteret. I 1997 kunne den ikke længere følge med efterspørgslen og produktionen flyttede til udlandet. Isen produceres i dag i Tyskland, England, Italien, Holland, Ungarn og Frankrig.
I dag sælges der på verdensplan cirka 2,2 milliarder Magnum-is om året, og den er blevet nævnt som Unilevers største markedssucces nogensinde.
I 2016 blev størrelsen på isen reduceret fra 120 til 110 ml men beholdt prisen.

## Sæsonvarianter
Magnum er også udkommet i varianter, som er på markedet i én sæson og derefter trækkes tilbage.
- I 2003 lanceredes 7 varianter, opkaldt efter de 7 dødssynder.
- I 2005 lanceredes 5 varianter, opkaldt efter de 5 sanser.